# Pärlflodens delta
Zhujiang Kou ( Pärlflodens delta) är en flodmynning i Kina. Den ligger i provinsen Guangdong, i den södra delen av landet, omkring 100 kilometer sydost om provinshuvudstaden Guangzhou.
Industriagglomerationen i Pärlflodens delta består av 11 städer: Hong Kong (Xianggang), Guangzhou (Kanton), Macao, Shenzhen, Zhuhai, Dongguan, Foshan, Zhongshan, Zhaoqing, Jiangmen och Huizhou.
Genomsnittlig årsnederbörd är 2 326 millimeter. Den regnigaste månaden är maj, med i genomsnitt 472 mm nederbörd, och den torraste är januari, med 25 mm nederbörd.